# 傷だらけの挽歌
『傷だらけの挽歌』（The Grissom Gang）は1971年のアメリカ合衆国の映画。
ジェイムズ・ハドリー・チェイスの小説「ミス・ブランディッシの蘭（No Orchids for Miss Blandish）」を原作としたネオ・ノワール作品。監督と製作はロバート・アルドリッチ。出演はキム・ダービーなど。

## ストーリー
1931年夏、ジョー・ベイリー、フランク・コナー、サムのちんぴら3人組は、カンサスシティの酒場にて、ナイトクラブの写真屋ヘイニーから「プレイガールのバーバラ・ブランディシュの首飾りに、5万ドルのダイヤが使われている」とう話を聞く。3人はもぐり酒場ゴールデン・スリッパーで待ち伏せし、ボーイフレンドのジェリーを伴ってバーバラが来店する様子を目撃する。3人は車で店を出たバーバラたちを追い、車を止めさせた後、ジェリーに発砲し、バーバラをさらう。一行は元ボクサーのハッチンスへ会いに行くが、道中でグリッソム・ギャングの構成員エディ・ヘイゲンと鉢合わせてしまう。エディから連絡を受けたグリッソム・ギャングのボスであるマー・グリッソムは仲間たちを連れてハッチンスの隠れ家へ行き、ちんぴら3人組を殺させた後、バーバラを連れ去る。そして、要求通り身代金が手に入ると、今度はバーバラの殺害計画を立てるが、構成員の一人にしてマーの実子スリムがバーバラに興味を持ち、マーと対立する。当のバーバラは薄汚くて頭の悪いスリムを嫌悪していたが、保身のために彼の機嫌を保っていた。
一方、グリッソムが経営するナイトクラブに勤めるアンナは、恋人のコナーがエディと会っていたことを知る。それを知ったエディは情報提供者を殺し、スリムとバーバラに豪勢な部屋を与える。今度は、バーバラの父ジョンに雇われた私立探偵のデイブ・フェナーが、アンナの調査を通じてハッチンスのことをつかみ、それを知ったエディはアンナを殺す。
スリムらは、フェナーと会話していたハッチンスを襲うが、警察が来たのを見て退散する。その後、スリムはエディがバーバラに手を出そうとしたことを知り、エディを殺す。
マー・グリッソムが警官隊との銃撃戦で死んだと知ったスリムは、バーバラとともに逃走するが、逃走先で警官隊に射殺される。スリムの死を嘆き悲しむバーバラに対し、ジョンは心無い言葉を浴びせた。そして、バーバラは傷心のままジョンに連れられ車で現場を立ち去った。

## キャスト
| 役名                           | 俳優                   | 日本語吹替                    |
| 役名                           | 俳優                   | NETテレビ版                   |
| ------------------------------ | ---------------------- | ----------------------------- |
| バーバラ・ブランディッシュ     | キム・ダービー         | 岡本茉利                      |
| スリム・グリッソム             | スコット・ウィルソン   | 堀勝之祐                      |
| エディ・ヘイガン               | トニー・ムサンテ       | 羽佐間道夫                    |
| デイヴ・フェナー               | ロバート・ランシング   | 家弓家正                      |
| アンナ・ボーグ                 | コニー・スティーヴンス | 増山江威子                    |
| グラディス・グリッサム（マー） | アイリーン・デイリー   | 麻生美代子                    |
| ジョン・P・ブランディッシュ    | ウェズリー・アディ     | 大木民夫                      |
| ウォッピー                     | ジョーイ・フェイ       | 穂積隆信                      |
| フランキー・コナー             | マイケル・ベーセレオン | 納谷六朗                      |
| メイス                         | ラルフ・ウェイト       | 増岡弘                        |
| マクレーン                     | ハル・ベイラー         | 緑川稔                        |
| ジョー・ベイリー               | マット・クラーク       | 矢田耕司                      |
| サム                           | アルヴィン・ハマー     | 清川元夢                      |
| ジョニー                       | ドッツ・ジョンソン     | 田中康郎                      |
| ドク                           | ドン・キーファー       | 寄山弘                        |
| へイニー                       | モート・マーシャル     | 上田敏也                      |
| ジェリー                       | アレックス・ウィルソン | 伊武雅之                      |
| レポーター                     | ディック・ミラー       | 篠原大作                      |
| 係員                           |                        | 立壁和也                      |
| メイジ                         |                        | 鈴木れい子                    |
|                                |                        |                               |
| 演出                           | 演出                   | 春日正伸                      |
| 翻訳                           | 翻訳                   | 進藤光太                      |
| 効果                           |                        |                               |
| 調整                           | 調整                   | 山田太平                      |
| 制作                           | 制作                   | 日米通信社                    |
| 解説                           | 解説                   | 淀川長治                      |
| 初回放送                       | 初回放送               | 1977年1月9日 『日曜洋画劇場』 |

## スタッフ
- 監督・製作：ロバート・アルドリッチ
- 原作：ジェイムズ・ハドリー・チェイス
- 脚本：レオン・グリフィス
- 撮影：ジョセフ・バイロック
- 編集：マイケル・ルチアーノ、フランク・J・ユリオステ
- 音楽：ジェラルド・フリード
- 配給：シネラマ・リリーシング・コーポレーション